# Логінова Галина Олександрівна
Галина Олександрівна Логінова, у шлюбі Йовович (28 жовтня 1950, Туапсе) — російська та американська акторка. Мати Мілли Йовович.

## Біографія
Народилася в родині військового на Кавказі. Батьки росіяни з Тули.
Закінчила в Дніпропетровську (Україна) школу. 
Після школи, у 22 роки, поїхала вчитись на акторку у Всесоюзний державний інститут кінематографії (Росія). Закінчила в 1972 р., майстерня В. Бєлокурова. 
Після отримання диплома знову повернулася в Україну — і працювала акторкою на кіностудії Довженка в Києві з 1973 по 1980 рік, до еміграції у США. 
Як акторка кіностудії Довженка знялась у фільмах: «Багато галасу даремно» (1973, Беатриче), «Товариш бригада» (Людмила Краснова), «Блакитний патруль» (1974, т/ф, Таня), «Літо в Журавлиному» (Марина), «Тіні зникають опівдні» (Ольга Воронова), «Пробивна людина» (1979, Світлана), «Казка як казка» (лиха фея), «Мільйони Ферфакса» (1980, Моллі Ферон).
В Києві зустріла серба Богдана (Богі) Йововича, який вчився в Київському медичному інституті за обміном, і одружилася з ним. 
17 грудня 1975 року в Києві народила дочку Міліцу, пізніше відому як Мілла Йовович. Жила з донькою на вулиці Богомольця, брала її з собою спостерігати за акторською роботою.
В січні 1981 року емігрувала з дочкою до чоловіка в США, оскільки він не міг отримати візи до СРСР. Займалася розвитком талантів дочки (малювання, музика) та просуванням її в професіях моделі та акторки.
Станом на 2005 мала будинок на голлівудських пагорбах, ще один у Палм-Спрінгс, де збирала відомих людей, особливо слов'ян. Якось приймала Богдана Ступку, про якого відгукувалась дуже схвально. Деколи приїздили і російські друзі: Володимир Машков, Костянтин Райкін.
У 1987 році повернулася в кіно, знімаючись в американських та російських фільмах.
20—25 серпня 2005 року (після перемоги Помаранчевої революції) приїжджала з Мілою до Києва, відвідувала Києво-печерську лавру, Андріївський узвіз, Пирогово, співала українських пісень. Бачилася з київськими друзями, серед яких подруга студентських років Ніна Реус, Віталій Кличко.